# Paolo Dal Soglio
Paolo Dal Soglio ( * 29. července 1970) je bývalý italský atlet, halový mistr Evropy ve vrhu koulí.
Jeho nejúspěšnější sezónou byl rok 1996. Nejprve se stal na jaře halovým mistrem Evropy, v létě pak obsadil čtvrté místo v olympijské soutěži koulařů. V září si pak vytvořil svůj nejlepší výkon 21,23 m.